# Rhizophagus nitidulus
Rhizophagus nitidulus är en skalbaggsart som först beskrevs av Fabricius 1798.  Rhizophagus nitidulus ingår i släktet Rhizophagus, och familjen gråbaggar. Arten är reproducerande i Sverige.